# لورا خباز
لورا خباز (13 يونيو 1986 -) هي ممثلة لبنانية.

## حياته ونشأته
ولدت في 13 يونيو 1986 في بيروت، يعتبر شقيقها الفنان جورج خباز هو من ساهم بتقصير المسافات لكي تصل أسرع في مسيرتها الفنية، وهو الذي دربها على المسرح. حصلت على درجة البكالوريوس في التصميم الجرافيكي من جامعة نوتردام لويز (NDU)
تزوجت يوم 9 يونيو 2019 ،من المهندس ريمون منصور، في مراسم أقيمت في سيسيليا بايطاليا.
وابنته لارا ريتا منصور

## مسيرتها
لورا فنانة شغوفة ولها تاريخ حافل في التمثيل على المسرح وإتقان جميع أنواع الفنون المسرحية. قدمت العديد من الدورات التدريبية وورش العمل في التمثيل وكتابة السيناريو. كما عملت كمساعد مخرج في أكثر من 15 مسرحية. شاركت في العديد من المهرجانات الوطنية والدولية كمدربة تمثيل ومستشارة فنية ومنتجة مساعدة، وأسمت مهرجانات بعلبك الدولية ومهرجان إهدنيات الدولي ومهرجان البترون السينمائي

## أعماله
قدمت منذ عام 2004 أكثر من 17 مسرحية وستة مسلسلات تلفزيونية وفيلمين. شاركت في العديد من الأعمال من أهم أعمالها مسلسل نعم مازلت آنسة (2010) ومحلولة (2008) وإلى يارا (2010) وبراندو الشرق (2023).
- براندو الشرق 2023 - مسلسل

- كذبة كبيرة 2023 - فيلم

- يوميات مسرحجي 2019 - مسرحية

- إلا إذا 2017 - مسرحية

- آند أكشن 2017 - فيلم

- بالكواليس 2016 - مسرحية (نبال)
- شوارع الذل 2013 - مسلسل

- وينن 2013 - فيلم

- تقريبا قصة حب: ورتة خالي 2012 - مسلسل
- الأرملة والشيطان 2011 - مسلسل (آجيه)
- الحب القديم 2011 - مسلسل

- صبايا ج3 2011 - مسلسل

- إلى يارا 2010 - مسلسل
- نعم مازلت آنسة 2010 - مسلسل
- ساعة بالإذاعة 2008 - مسلسل
- شو القضية 2008 - مسرحية
- مجنون ليلى 2008 - مسلسل
- محلولة 2008 - مسلسل
- هلق وقتا 2007 - مسرحية

## مؤلفاتها
لورا هي مؤلفة مسلسلين تلفزيونيين ناجحين وفيلم رسوم متحركة واحد. تشغل حاليًا منصب المنسق الفني في شركة خباز للإنتاج S.A.R.L.

بالإضافة لكتابتها ثلاث مسلسلات منها مسلسل شوارع الذل الذي حقق نسبة مشاهدة عالية عند عرضه.